# IC 952
IC 952 ist eine Balken-Spiralgalaxie vom Hubble-Typ SBbc im Sternbild Jungfrau nördlich der Ekliptik. Sie ist schätzungsweise 206 Millionen Lichtjahre von der Milchstraße entfernt und hat einen Durchmesser von etwa 80.000 Lichtjahren.

Im selben Himmelsareal befinden sich u. a. die Galaxien NGC 5335 und IC 943.
Das Objekt wurde am 3. Juni 1891 vom französischen Astronomen Stéphane Javelle entdeckt.